# Brachymenium gracile
Brachymenium gracile är en bladmossart som beskrevs av Edwin Bunting Bartram 1942. Brachymenium gracile ingår i släktet Brachymenium och familjen Bryaceae. Inga underarter finns listade i Catalogue of Life.